# Tiberius Memmius Ulpianus
Tiberius Memmius Ulpianus (vollständige Namensform Tiberius Memmius Titi filius Palatina Ulpianus) war ein Angehöriger des römischen Ritterstandes (Eques).
Durch zwei Weihinschriften, die bei Lambaesis in der Provinz Numidia gefunden wurden, ist belegt, dass Ulpianus Präfekt der Cohors II civium Romanorum equitata pia fidelis war. Aus den Inschriften geht auch hervor, dass er danach Tribunus militum der Legio III Augusta war, die ab 129 n. Chr. in Lambaesis stationiert war.
Ulpianus war in der Tribus Palatina eingeschrieben.